# Sjevardeni-stadion

Sjevardenistadion är en stadion i Georgiens huvudstad Tbilisi. Den används främst till fotbollsmatcher, och fotbollslaget WIT Georgia Tbilisis hemmamatcher. Stadion har en maximal kapacitet på 4 000 personer. Stadion är även hemmaarena för två andra Tbilisiklubbar, Spartaki Tbilisi och ASMC Suchumi, där ASMC Suchumi egentligen kommer ifrån den abchaziska staden Suchumi.